# Romualdas Bitė
Romualdas Bitė (* 3. Januar 1944 in Aušrėnai, Rajongemeinde Radviliškis) ist ein ehemaliger litauischer Hindernisläufer.
Bei den Europameisterschaften 1971 in Helsinki wurde er Vierter mit seiner persönlichen Bestleistung von 8:26,97 min und bei den Olympischen Spielen 1972 in München Siebter.
1970 und 1972 wurde er Sowjetischer Meister.